# Bruceville
Bruceville är en kommun (town) i Knox County i Indiana. Vid 2010 års folkräkning hade Bruceville 478 invånare.